# 科夫圖尼 (霍羅爾區)
49°50′0″N 33°11′21″E / 49.83333°N 33.18917°E
科夫圖尼（烏克蘭語：Ковтуни），是烏克蘭中部的村莊，隸屬波爾塔瓦州的盧布尼區。該村分別距離納斯塔西夫卡0.5公里和波克羅夫西卡巴加奇卡1.5公里，海拔高度146米，2001年人口196。